# Dirk van Egmond
Dirk van Egmond (27 april 1953 - 1 januari 2008) was  een Nederlandse omroepmaker. 

## Loopbaan
De omroeploopbaan van Van Egmond begon in 1976 bij Veronica Nieuwsradio. Toentertijd maakte Veronica nog deel uit van de publieke omroep. 
Later verrichtte hij journalistieke werkzaamheden voor verschillende omroepen als de TROS, RTL Veronique (het huidige RTL 4) en de AVRO. 
Van 1995 tot 2001 werkte hij als presentator en eindredacteur bij het regionale Omroep Flevoland. 
Sinds 2001 was hij verbonden aan de KRO. De laatste jaren was hij eindredacteur bij het nieuwsprogramma Dingen Die Gebeuren van de KRO op Radio 1.
Dirk van Egmond overleed in de vroege ochtend van 1 januari 2008 aan een bacteriële infectie die hij kort voor kerst had opgelopen.
Hij is 54 jaar geworden. De redactie van het KRO-programma Goedemorgen Nederland op Radio 1 heeft een masterclass Radioverslaggeving voor eindejaarsstudenten journalistiek en beginnende radiomakers naar hem vernoemd.